# Karibi flamingó
A karibi flamingó (Phoenicopterus ruber) a madarak osztályának flamingóalakúak (Phoenicopteriformes) rendjébe és a flamingófélék (Phoenicopteridae) családjába tartozó faj. A legutóbbi időkig azonos fajnak tartották a rózsás flamingóval és a chilei flamingóval (Phoenicopterus chilensis), csak 2002 óta beszélnek róla mint külön fajról. A három típusról ma is gyakran a rózsás flamingó alfajaiként beszélnek (Phoenicopterus ruber ruber, Phoenicopterus ruber roseus és Phoenicopterus ruber chilensis).
A Bahama-szigetek hivatalos madara.

## Előfordulása
Elterjedési területe Amerika (ezen belül Kolumbia és Venezuela partvidéke, a Karib-szigetek és Mexikó Yucatán-félszigeti területe, Dél-Florida) valamint a Galápagos-szigetek. A tengereket, sós vízű tavakat és folyótorkolatokat kedveli.

## Megjelenése
Testhossza 125-145 centiméter, szárnyfesztávolsága 140-165 centiméter, testtömege 2,1-2,8 kg, a tojó kisebb és könnyebb mint a hím. Teste és lába karcsú és hosszú. Csőre rózsaszín, a hegye mélyfekete. Tollazatának színében a fehér, a rózsaszín és a vörös dominál. Színét a táplálékát alkotó alacsonyabb rendű vízi élőlények karotinoidtartalmától kapja.
- Csőre...
- ...különleges

## Életmódja
Hosszú lábaival a sekély vízben gázolva, horgas csőrével szántja az iszapot, nyelvével kiszorítja a vizet és a finom iszapot, és a csőrében lévő szűrőkkel kiszűri az apró rovarokat, férgeket és moszatokat. Megzavarása esetén nagy zajjal, a vízen taposva szerzi meg a repüléshez szükséges sebességet, kinyújtott nyakkal repül. Egy lábon, fejét a testéhez szorítva alszik.

## Szaporodása
Nagy telepekben, szigetekre rakja, iszapból készült fészekkúpját, melybe 1 tojást tojik és 30-32 napig kotlik rajta. A fiókák fészekhagyók, a tojásából kikelve azonnal vízre szállnak.
- Tojásával
- és fiókájával
- Karibi flamingó a Galápagos-szigeteken